# Zaid Abdul-Aziz
Zaid Abdul-Aziz (nacido como Donald A. Smith, Brooklyn, Nueva York, 7 de abril de 1946) es un exbaloncestista estadounidense que disputó 10 temporadas en la NBA en 6 equipos diferentes. Con 2,05 metros de estatura, jugaba en la posición de ala-pívot.

## Trayectoria deportiva

### Universidad
Jugó durante tres temporadas con los Cyclones de la Universidad de Iowa State, siendo en todas ellas incluido en el mejor quinteto de la Big Eight Conference, máximo reboteador, y en dos de las mismas máximo anotador. En total promedió 22,3 puntos y 13,7 rebotes por partido. En 1998 fue incluido en el Salón de la Fama de su universidad.

### Profesional
Fue elegido en la quinta posición del Draft de la NBA de 1968 por Cincinnati Royals, donde tras jugar únicamente en 20 partidos 5 escasos minutos en cada uno, fue traspasado a Milwaukee Bucks a cambio de Fred Hetzel. Allí se hizo un hueco en el equipo, como demuestra el hecho de promediar en los últimos 29 partidos de la temporada 11 puntos y 13 rebotes. Jugó un año más en los Bucks, siendo traspasado en la temporada 1970-71 a los Seattle Supersonics a cambio de Bob Boozer y Lucius Allen.
Jugó dos temporadas con los Sonics, destacando sobre todo en la última de éstas, cuando fue el segundo máximo reboteador del equipo tras Spencer Haywood, con 11,3 rechaces por noche, a los que añadió 13,8 puntos. Antes del comienzo de la temporada 1972-73 fue traspasado a Houston Rockets, donde jugaría 3 de sus mejores años como profesional. En 1974 apareció en la lista de los mejores reboteadores y taponadores de la liga.
En 1975 ficha como agente libre de nuevo por los Sonics, pero ya para jugar menos de 10 minutos por noche como reserva. Al año siguiente firma con los Buffalo Braves, pero es cortado tras 22 partidos, en los que promedia 3,8 puntos y 4,1 rebotes. Tras verse sin equipo, mediada la temporada 1977-78 firma un contrato de 10 días por Boston Celtics, con los que sólo puede jugar dos encuentros, no renovándole el contrato. En el mes de marzo firma de nuevo con Houston Rockets para el resto de la temporada, la que sería su última como profesional. En el total de su carrera promedió 9,0 puntos y 8,0 rebotes por partido.

## Estadísticas de su carrera en la NBA

### Temporada regular
| Temp.   | Edad | Equipo     | Liga | P   | TIT | MIN  | TC  | TCA  | %TC  | 3P | 3PA | %3P | TL  | TLA | %TL  | R.OF. | R.DEF. | REB  | ASIS | ROB | TAP | PER | FP  | PTS  |
| 1968-69 | 22   | TOTAL      | NBA  | 49  |     | 19.3 | 2.9 | 8.0  | .369 |    |     |     | 1.4 | 2.3 | .619 |       |        | 8.3  | 0.8  |     |     |     | 2.3 | 7.3  |
| 1968-69 | 22   | Cincinnati | NBA  | 20  |     | 5.4  | 0.9 | 2.2  | .419 |    |     |     | 0.1 | 0.4 | .286 |       |        | 1.6  | 0.2  |     |     |     | 0.9 | 1.9  |
| 1968-69 | 22   | Milwaukee  | NBA  | 29  |     | 28.9 | 4.3 | 12.0 | .363 |    |     |     | 2.3 | 3.7 | .642 |       |        | 13.0 | 1.1  |     |     |     | 3.4 | 11.0 |
| 1969-70 | 23   | Milwaukee  | NBA  | 80  |     | 20.5 | 3.0 | 6.8  | .434 |    |     |     | 1.5 | 2.3 | .643 |       |        | 7.5  | 0.8  |     |     |     | 2.1 | 7.4  |
| 1970-71 | 24   | Seattle    | NBA  | 61  |     | 20.9 | 4.3 | 9.8  | .441 |    |     |     | 2.3 | 3.1 | .739 |       |        | 7.7  | 0.7  |     |     |     | 1.9 | 10.9 |
| 1971-72 | 25   | Seattle    | NBA  | 58  |     | 30.7 | 5.6 | 12.9 | .429 |    |     |     | 2.7 | 3.7 | .720 |       |        | 11.3 | 2.1  |     |     |     | 3.1 | 13.8 |
| 1972-73 | 26   | Houston    | NBA  | 48  |     | 18.8 | 3.1 | 7.8  | .397 |    |     |     | 2.5 | 3.4 | .735 |       |        | 6.3  | 1.1  |     |     |     | 2.3 | 8.7  |
| 1973-74 | 27   | Houston    | NBA  | 79  |     | 31.1 | 4.3 | 9.3  | .459 |    |     |     | 2.4 | 3.0 | .804 | 3.3   | 8.4    | 11.7 | 2.1  | 1.0 | 1.3 |     | 2.9 | 10.9 |
| 1974-75 | 28   | Houston    | NBA  | 65  |     | 22.3 | 3.6 | 8.3  | .437 |    |     |     | 2.4 | 3.1 | .783 | 2.4   | 5.1    | 7.5  | 1.3  | 0.6 | 1.1 |     | 2.0 | 9.7  |
| 1975-76 | 29   | Seattle    | NBA  | 27  |     | 8.3  | 1.3 | 2.8  | .467 |    |     |     | 0.6 | 1.1 | .552 | 1.1   | 1.7    | 2.8  | 0.6  | 0.3 | 0.6 |     | 1.1 | 3.2  |
| 1976-77 | 30   | Buffalo    | NBA  | 22  |     | 8.9  | 1.1 | 3.4  | .338 |    |     |     | 1.5 | 2.0 | .767 | 1.9   | 2.2    | 4.1  | 0.3  | 0.1 | 0.4 |     | 1.0 | 3.8  |
| 1977-78 | 31   | TOTAL      | NBA  | 16  |     | 9.9  | 1.4 | 3.8  | .383 |    |     |     | 1.1 | 1.4 | .739 | 1.2   | 1.9    | 3.1  | 0.6  | 0.2 | 0.2 | 0.9 | 1.8 | 3.9  |
| 1977-78 | 31   | Boston     | NBA  | 2   |     | 12.0 | 1.5 | 6.5  | .231 |    |     |     | 1.0 | 1.5 | .667 | 3.0   | 4.5    | 7.5  | 1.5  | 0.5 | 0.5 | 1.5 | 2.0 | 4.0  |
| 1977-78 | 31   | Houston    | NBA  | 14  |     | 9.6  | 1.4 | 3.4  | .426 |    |     |     | 1.1 | 1.4 | .750 | 0.9   | 1.6    | 2.5  | 0.5  | 0.1 | 0.1 | 0.8 | 1.8 | 3.9  |
| Total   |      |            | NBA  | 505 |     | 21.8 | 3.5 | 8.2  | .428 |    |     |     | 2.0 | 2.8 | .728 | 2.4   | 5.4    | 8.0  | 1.2  | 0.6 | 1.0 | 0.9 | 2.2 | 9.0  |

### Playoffs
| Temp.   | Edad | Equipo    | Liga | P  | MIN | TCA | TC | 3PA | 3P | TLA | TL | R.OF. | REB | ASIS | ROB | TAP | PER | FP | PTS | %TC  | %3P | %FT  | MIN  | PTS | REB | AST |
| 1969-70 | 23   | Milwaukee | NBA  | 7  | 82  | 11  | 19 |     |    | 8   | 10 |       | 26  | 4    |     |     |     | 5  | 30  | .579 |     | .800 | 11.7 | 4.3 | 3.7 | 0.6 |
| 1974-75 | 28   | Houston   | NBA  | 6  | 68  | 12  | 31 |     |    | 2   | 5  | 7     | 17  | 3    | 1   | 3   |     | 5  | 26  | .387 |     | .400 | 11.3 | 4.3 | 2.8 | 0.5 |
| 1975-76 | 29   | Seattle   | NBA  | 5  | 60  | 14  | 20 |     |    | 8   | 11 | 4     | 21  | 2    | 0   | 5   |     | 2  | 36  | .700 |     | .727 | 12.0 | 7.2 | 4.2 | 0.4 |
| Total   |      |           | NBA  | 18 | 210 | 37  | 70 |     |    | 18  | 26 | 11    | 64  | 9    | 1   | 8   |     | 12 | 92  | .529 |     | .692 | 11.7 | 5.1 | 3.6 | 0.5 |